# Sons of Anarchy
Sons of Anarchy (no Brasil, Filhos da Anarquia) é uma série de televisão norte-americana de drama policial e ação criada por Kurt Sutter para a FX. Originalmente transmitida de 3 de setembro de 2008 a 9 de dezembro de 2014, Sons of Anarchy acompanha a vida de um clube de motociclistas fora da lei, bem unido, que opera em Charming, uma cidade fictícia no Vale Central da Califórnia. Charlie Hunnam estrela como Jackson "Jax" Teller, que inicialmente é o vice-presidente e posteriormente se torna o presidente do clube. Após descobrir um manifesto escrito por seu falecido pai, John, que anteriormente liderava o clube, ele começa a questionar a si mesmo, seus relacionamentos e o clube. Temas ao longo da série incluem amor, fraternidade, lealdade, traição e redenção. Ela explorou o vigilantismo, a corrupção governamental e o racismo. A trama da série retratou um clube de motociclistas fora da lei como uma analogia para a transformação humana. David Labrava, membro da vida real da filial de Oakland dos Hells Angels, atuou como consultor técnico e também interpretou o personagem recorrente Happy Lowman, o assassino do clube.
A terceira temporada da série atraiu uma média de 4,9 milhões de telespectadores semanais, tornando-se a série de maior audiência da FX na época, superando seus outros sucessos The Shield, Nip/Tuck e Rescue Me. As estreias das temporadas 4 e 5 foram as duas transmissões de maior audiência na história da FX. A sexta temporada foi ao ar de 10 de setembro de 2013 a 10 de dezembro de 2013. A sétima e última temporada da série estreou em 9 de setembro de 2014. O episódio final da série estreou em 9 de dezembro de 2014.
Em novembro de 2016, a FX anunciou o desenvolvimento de uma série spin-off, Mayans M.C., que conta a história do clube latino titular, que estreou sua primeira temporada em 2018. O episódio final da série foi ao ar em 19 de julho de 2023.

## Resumo
Cada temporada envolvia tramas paralelas que se entrelaçavam e se sobrepunham, centrando-se tanto na vida pessoal quanto na vida familiar de Jackson "Jax" Teller (Charlie Hunnam) e na SAMCRO (Sons of Anarchy Motorcycle Club, Redwood Original), a "Filial-Mãe" da organização com sede em Charming, Califórnia. A SAMCRO está envolvida com o tráfico de armas no oeste dos Estados Unidos e lida com gangues rivais, políticos e autoridades. Como vice-presidente e posteriormente presidente da SAMCRO, Jax luta para administrar o clube e o legado de seu falecido pai, John Teller. Ele frequentemente entra em conflito com seu padrasto, Clay Morrow, que assumiu o clube após a morte de John, e agora é casado com a mãe de Jax e viúva de John, Gemma Teller Morrow. Jax também lida com seus relacionamentos com sua antiga namorada da escola, Tara Knowles, e seu melhor amigo de infância, Opie Winston.
A SAMCRO se inspira no Hells Angels Motorcycle Club; a série inclui participações especiais de David Labrava (Happy), Chuck Zito (Frankie Diamonds), Rusty Coones (Quinn) e Sonny Barger (Lenny "The Pimp" Janowitz), que são membros reais dos Hells Angels.

### 1ª temporada (2008)
A série começa com a destruição de um armazém que o clube utiliza para armazenar e montar armas, que é sua principal fonte de renda, por um clube rival, logo antes da overdose da ex-esposa viciada em heroína de Jax, Wendy. É realizada uma cesariana de emergência, e seu filho Abel nasce dez semanas prematuro. Jax encontra as memórias de seu pai quando visita uma unidade de armazenamento para pegar algumas roupas de bebê antigas. John Teller, pai de Jax, foi um dos fundadores da SAMCRO, e o livro descreve seus desafios e esperanças para o clube. A mãe de Jax, Gemma Teller-Morrow, está agora casada com o presidente da SAMCRO, Clay Morrow. O melhor amigo de Jax, Opie, acaba de ser libertado da prisão por cumprir pena por um crime relacionado ao clube. A primeira temporada trata de Jax tentando conciliar os acontecimentos no clube com o que ele lê nas memórias de seu pai, Opie tentando assumir um papel menor no clube, e a aplicação da lei local e federal tentando fechar a SAMCRO.

### 2ª temporada (2009)
Os separatistas brancos chamados Liga dos Nacionalistas Americanos (LOAN) chegam a Charming. O líder da LOAN, Ethan Zobelle, e seu executor, A.J. Weston, procuram expulsar os Sons of Anarchy de Charming. Para enviar uma mensagem à SAMCRO, Zobelle orquestra o sequestro e estupro coletivo de Gemma por Weston e mais dois indivíduos. Devido ao manejo inadequado de um problema interno, a divisão entre Clay e Jax continua a se aprofundar, à medida que Jax questiona a maioria das decisões de Clay, e a situação se intensifica quando um carro-bomba quase mata outro membro da SAMCRO. A segunda temporada mostra a batalha entre a SAMCRO e a LOAN pelo controle de Charming, Jax e Clay se afastando cada vez mais em suas visões individuais para o clube, e evitando a ameaça constante da ATF.

### 3ª temporada (2010)
Gemma tem se escondido em Rogue River, Oregon, com Tig na casa do pai de Gemma, Nate (Hal Holbrook), que sofre de demência. Gemma enfrenta dificuldades quando leva Nate para sua nova casa de cuidados assistidos e ele suplica para ser levado de volta para sua casa. Ela retorna a Charming para se reunir com seu neto, sem saber que ele foi sequestrado. O retorno da agente da ATF, Stahl, distorce os fatos sobre o assassinato de Donna, e Stahl tenta fazer um acordo com Jax às escondidas do clube. A irmã do Padre Kellan Ashby, Maureen, entra em contato com Gemma a pedido de Ashby e informa que Abel está seguro em Belfast. Ao saber do sequestro de seu neto, Gemma sofre uma arritmia cardíaca e desmaia no estacionamento da Teller-Morrow. Após o retorno do clube da Irlanda do Norte e o resgate de Abel, a agente Stahl trai Jax e revela ao clube sobre o acordo paralelo que Jax fez com ela, sem saber que Jax e o clube planejaram tudo sabendo que Stahl voltaria atrás no acordo. Jax, Clay, Bobby, Tig, Juice e Happy são presos e levados para a cadeia. Enquanto Opie, Chibs e os Prospects estão a caminho seguindo Stahl. Opie mata Stahl para vingar a morte de sua esposa, Donna.

### 4ª temporada (2011)
Os membros da SAMCRO, que estavam presos, deixam a prisão após cumprir uma sentença de 14 meses e são recebidos pelo Tenente Eli Roosevelt do Departamento do Xerife de San Joaquin, a nova força policial em Charming. Eles também descobrem que o irmão do Xerife Hale se tornou prefeito. O Procurador dos Estados Unidos, Lincoln Potter, busca a ajuda do Tenente Roosevelt para construir um caso de RICO contra a SAMCRO.

### 5ª temporada (2012)
Em retaliação pela morte de Veronica Pope (namorada de Laroy e filha do poderoso chefão de Oakland, Damon Pope), os Niners atacam a SAMCRO e emboscam um carregamento de carga. Com a morte de Piney Winston e o crescente conflito entre os Niners e a SAMCRO, juntamente com várias invasões a residências de pessoas ligadas ao clube, Jax é obrigado a se encontrar com Damon Pope para lidar com uma nova ameaça, diferente de qualquer coisa que a SAMCRO já tenha enfrentado.

### 6ª temporada (2013)
Após a prisão de Tara e Clay, Jax luta para manter a SAMCRO unida enquanto Tara está na prisão. Toric se aproxima tanto de Tara quanto de Clay e oferece acordos em troca de informações sobre a SAMCRO; ambos inicialmente recusam, mas Clay mais tarde cede quando confrontado com a perspectiva de ser jogado na população geral da prisão e ser morto pelos detentos subornados pelos homens de Damon Pope como retaliação pelo assassinato de Pope. Juice retorna a Charming depois de ajudar Bobby a se mudar ao renunciar como VP, o que irrita Chibs, que não acredita que Juice tenha sido punido o suficiente por ter falado com a polícia e posteriormente o espanca. Com a morte de Clay, o romance entre Gemma e Nero se fortalece. Tara é assassinada e a situação se inverte para o clube.

### 7ª temporada (2014)
Jax enfrenta dificuldades com sua recente perda e se entrega às autoridades. Enquanto está na prisão, Jax toma decisões que alteram radicalmente a direção do clube e o utiliza para se vingar pela morte de sua esposa. Com a morte de Bobby na guerra subsequente, o ódio e as mentiras são alimentados, criados por Gemma e Juice, que estão fugindo e se escondendo do clube. Após Jax descobrir a verdade, ele trabalha para corrigir as coisas com todas as partes envolvidas. A série termina com Jax fazendo o sacrifício final para concluir sua parte na história da SAMCRO e cumprir a visão de seu pai.

## Elenco e personagens
Sons of Anarchy é a história da família Teller-Morrow de Charming, Califórnia, bem como dos outros membros do Sons of Anarchy Motorcycle Club, Redwood Original (SAMCRO), suas famílias, vários habitantes de Charming, gangues aliadas e rivais, associados e agências da lei que minam ou apoiam as atividades legais e ilegais do SAMCRO.
A série começa com o SAMCRO sendo liderado pelo presidente do clube, Clay Morrow, seu enteado Jax Teller como vice-presidente, Tig Trager como Sargento-de-Armas, Bobby Munson como Secretário/Tesoureiro e Juice Ortiz como oficial de inteligência. Outros membros completando o clube eram Chibs Telford, anteriormente do SAM-Belfast, Opie Winston, filho do membro do First 9 e conselheiro do SAMCRO, Piney Winston, e Half-Sack Epps, o prospect do grupo. Eles frequentemente se cruzam com o vice-xerife Hale, um colega de classe de Jax que cresceu do outro lado da lei, e seu chefe, o xerife Unser, que está na folha de pagamento do clube. Jax, um novo pai, lida com sua ex-esposa Wendy Case e se reencontra com sua namorada do ensino médio, Tara Knowles, enquanto Opie tenta retornar a uma vida de normalidade para sua sofrida esposa Donna Winston.

### Principais
- Charlie Hunnam como Jackson 'Jax' Teller
- Katey Sagal como Gemma Teller Morrow
- Mark Boone Junior como Robert 'Bobby Elvis' Munson
- Kim Coates como Alexander "Tig" Trager
- Tommy Flanagan como Filip 'Chibs' Telford
- Johnny Lewis como Kip 'Half-Sack' Epps (temporadas 1–2)
- Maggie Siff como Dra. Tara Knowles (temporadas 1–6)
- Ron Perlman como Clarence 'Clay' Morrow (temporadas 1–6)
- Ryan Hurst como Harry 'Opie' Winston (temporadas 2–5; recorrente na temporada 1)
- William Lucking como Piermont 'Piney' Winston (temporadas 2–4; recorrente na temporada 1)
- Theo Rossi como Juan-Carlos 'Juice' Ortiz (temporadas 2–7; recorrente na temporada 1)
- Dayton Callie como Wayne Unser (temporadas 3–7; recorrente nas temporadas 1–2)
- Jimmy Smits como Neron 'Nero' Padilla (temporadas 6–7; recorrente na temporada 5)
- Drea de Matteo como Wendy Case (temporada 7; recorrente nas temporadas 1, 5–6; convidada especial na temporada 4)
- David Labrava como Happy Lowman (temporada 7; recorrente nas temporadas 1–6)
- Niko Nicotera como George 'Ratboy' Skogstorm (temporada 7; recorrente nas temporadas 4–6)

### Recorrentes
- Emilio Rivera como Marcus Álvarez: O presidente dos Mayans, o clube de motociclistas latinos que rivaliza com os Sons.
- Tory Kittles como Laroy Wayne (temporadas 1–4): O líder dos Niners, a gangue negra local com quem os Sons negociam armas.
- Taylor Sheridan como Vice-Chefe David Hale (temporadas 1–3): O braço direito de Unser, que começa como um policial sério que cresceu com Jax, Tara, Opie e Donna.
- Jamie McShane como Cameron Hayes (temporadas 1–3): Um membro do True IRA que atua como intermediário de armas com os Sons.
- Dendrie Taylor como Luann Delaney (temporadas 1–2): A produtora da Caracara, o estúdio de pornografia local, e esposa do membro do SAMCRO Otto.
- Glenn Plummer como Xerife Vic Trammel (temporadas 1–2): Um xerife do condado de San Joaquin que está na folha de pagamento dos Sons.
- Julie Ariola como Mary Winston (temporadas 1–2): A esposa separada de Piney e mãe de Opie.
- Taryn Manning como Rita 'Cherry' Zambell (temporadas 1 e 3): Uma amiga dos Devils Tribe, ela se envolve com o prospect do SAMCRO, Half-Sack, e deixa Nevada para ficar com ele em Charming.
- Sprague Grayden como Donna Winston (temporada 1): A esposa de Opie.
- Jay Karnes como Agente Joshua Kohn (temporada 1): Um agente da ATF de Chicago que já teve um relacionamento com Tara e vai para Charming para encontrá-la.
- Keir O'Donnell como Lowell Harland, Jr. (temporada 1): Um mecânico viciado em drogas na Teller-Morrow.
- Ally Walker como Agente June Stahl (temporadas 1–3): Uma agente da ATF que vai para Charming para investigar o SAMCRO e, posteriormente, o True IRA e a Aryan Brotherhood.
- Jeff Wincott como Jimmy Cacuzza (convidado nas temporadas 1, 5–6)
- Mitch Pileggi como Ernest Darby (temporadas 1–2; convidado especial na temporada 3; convidado na temporada 6): Um neonazista que lidera os Nords, uma gangue local de tráfico de heroína.
- Michael Ornstein como Chucky Marstein (temporadas 2–7; convidado na temporada 1): Um contador que fica sob a proteção e emprego do SAMCRO.
- Adam Arkin como Ethan Zobelle (temporada 2): Um líder da organização nacionalista ariana que vai para Charming.
- Kenneth Choi como Henry Lin (temporadas 2–3 e 5–6; convidado na temporada 1; convidado especial na temporada 7): O líder da Lin Triad, um cartel de drogas chinês.
- Kurt Sutter como Otto 'Big Otto' Delaney (temporadas 2–6 'não creditado'; convidado na temporada 1 'não creditado'): Um membro do SAMCRO que está na prisão federal, marido de Luann.
- Patrick St. Esprit como Elliott Oswald (temporadas 2–4; convidado nas temporadas 1 e 6): Um empresário local com quem os Sons têm conexões.
- Marcos de la Cruz como Estevez (temporadas 2–3; convidado na temporada 1): Um agente do Departamento de Justiça que trabalha com Stahl.
- Winter Ave Zoli como Lyla Winston (temporadas 2–7): Uma das garotas da Caracara que se apaixona por Opie.
- McNally Sagal como Margaret Murphy (temporadas 2–6): A administradora-chefe de St. Thomas, que se torna uma confidente próxima de Tara.
- Kristen Renton como Ima Tite (temporadas 2–6): Uma garota da Caracara.
- Kenny Johnson como Herman Kozik (temporadas 2–4): Um membro da filial de Tacoma dos Sons, que tem uma história pessoal difícil com Tig.
- Titus Welliver como Jimmy 'Jimmy O' O'Phelan (temporadas 2–3): Um líder do True IRA que agora é casado com a ex-esposa de Chibs.
- Bellina Logan como Fiona Larkin (temporadas 2–3): A ex-esposa de Chibs.
- Henry Rollins como A.J. Weston (temporada 2): Um membro da organização nacionalista ariana que vai para Charming como segurança de Zobelle.
- Callard Harris como Edmond Hayes (temporada 2): O filho de Cameron.
- Sarah Jones como Polly Zobelle (temporada 2): A filha de Zobelle.
- Jeff Kober como Jacob Hale Jr. (temporadas 3–6; convidado na temporada 2): O irmão mais velho do vice-chefe Hale e político influente local.
- Christopher Douglas Reed como Philip 'Filthy Phil' Russell (temporadas 3–6): Um prospect do SAMCRO.
- Robin Weigert como Ally Lowen (temporadas 3–6): Uma advogada que se torna cliente do SAMCRO.
- Michael Beach como Taddarius Orwell 'T.O.' Cross (temporadas 3 e 7; convidado na temporada 5): O presidente do Grim Bastards Motorcycle Club.
- Hal Holbrook como Nate Madock (temporada 3; convidado na temporada 7): O pai de Gemma, que sofre de demência.
- Jose Pablo Cantillo como Hector Salazar (temporada 3): O presidente do Calaveras Motorcycle Club.
- James Cosmo como Padre Kellen Ashby (temporada 3): O conselheiro do True IRA.
- Zoe Boyle como Trinity Ashby (temporada 3): A filha de Maureen e sobrinha do Padre Ashby.
- Andrew McPhee como Keith McGee (temporada 3): A presidente da filial de Belfast dos Sons, SAMBEL, e atual parceiro de Maureen Ashby.
- Arie Verveen como Liam O'Neill (temporada 3): O vice-presidente do SAMBEL.
- Pamela J. Gray como Agente Amy Tyler (temporada 3): Um agente da ATF.
- Marcello Thedford como Lander Jackson (temporada 3): O vice-presidente dos Grim Bastards.
- Joel Tobeck como Donny (temporada 3): Um membro do True IRA.
- Darin Heames como Seamus Ryan (temporada 3): Um membro do SAMBEL.
- Q'orianka Kilcher como Kerrianne Larkin-Telford (temporada 3): A filha de Chibs e Fiona, enteada de Jimmy O.
- Monique Gabriela Curnen como Amelia Dominguez (temporada 3): A cuidadora do pai de Gemma, Nate.
- Michael Fairman como 'Lumpy' Feldstein (temporada 3): O dono de um clube de boxe em Charming.
- Bob McCracken como Brendan Roarke (temporadas 4, 6–7; participação na temporada 3): Um membro do conselho do True IRA.
- Frank Potter como Eric Miles (temporada 4; coadjuvante na temporada 3): Um prospect do SAMCRO.
- Walter Wong como Chris 'V-Lin' Von Lin (temporadas 4–6): Um prospect do SAMCRO.
- Danny Trejo como Romero 'Romeo' Parada (temporada 4; convidado especial na temporada 5): Um membro de alto escalão do Cartel Galindo, que também é um agente da CIA.
- Timothy V. Murphy como Galen O'Shay (temporadas 4–6): O líder do True IRA.
- Merle Dandridge como Rita Roosevelt (temporadas 4–5): A esposa do xerife de San Joaquin, Eli Roosevelt.
- Benito Martinez como Luis Torres (temporada 4; convidado especial na temporada 5): Um membro do Cartel Galindo.
- David Rees Snell como Agente Grad Nicholas (temporada 4): Um agente da ATF.
- Billy Brown como August Marks (temporadas 5–7): Um poderoso traficante de drogas em Oakland e chefe do crime que trabalha com Damon Pope.
- Reynaldo Gallegos como 'Fiasco' (temporadas 5–7)
- Harold Perrineau como Damon Pope (temporada 5): Um gangster de Oakland que supervisiona os Niners.
- Chuck Zito como Frankie Diamonds (temporada 5): Um ex-membro Nomad dos Sons que se transfere para o SAMCRO.
- Chris Browning como 'Go-Go' (temporada 5): Um membro Nomad dos Sons.
- Kurt Yaeger como Greg 'The Peg' (temporada 5): Um membro Nomad dos Sons.
- Wanda De Jesus como Carla (temporada 5): A meia-irmã de Nero Padilla.
- Walton Goggins como Venus Van Dam (nascido Vincent Noone) (temporadas 5–7): Uma prostituta transgênero que se torna amiga do SAMCRO e se torna o principal interesse romântico de Tig.
- LaMonica Garrett como Xerife Cane (temporadas 6–7; coadjuvante nas temporadas 4–5)
- Rusty Coones como Rane Quinn (temporadas 6–7; coadjuvante na temporada 5): Um membro do SAMCRO.
- Kim Dickens como Colette Jane (temporadas 6–7): A dona de uma agência de acompanhantes.
- Douglas Bennett como Orlin West (temporadas 6–7): Um membro da filial de Reno dos Sons.
- Jacob Vargas como Allesandro 'Domingo' Montez (temporadas 6–7): Um membro da filial de Reno dos Sons.
- Scott Anderson como Connor Malone (temporadas 6–7): Um membro do True IRA.
- Steve Howey como Hopper (temporada 6): Um membro da filial de Reno dos Sons.
- Michael Shamus Wiles como 'Jury' White (temporada 7; participação nas temporadas 1 e 6): O originalmente presidente do Devil's Tribe Motorcycle Club em Indian Hills, que se tornou a filial Indian Hills dos Sons of Anarchy.
- Marya Delver como Oficial Candy Eglee (temporada 7; coadjuvante nas temporadas 1–3 e 6): Uma policial de Charming PD que também cresceu com Jax, Tara, Opie e Hale.
- Mo McRae como Tyler Yost (temporada 7; participação nas temporadas 5–6): O novo chefe dos Niners.
- Hayley McFarland como Brooke Putner (temporada 7; participação na temporada 6): A filha de uma mulher também morta no mesmo acidente de carro que John Teller.
- Marilyn Manson como Ron Tully (temporada 7): Um líder na irmandade ariana que está preso com Juice.
- Malcolm-Jamal Warner como 'Sticky' (temporada 7): O vice-Presidente dos Grim Bastards.
- Ivo Nandi como Oscar 'El Oso' Ramos (temporada 7): O presidente da filial de Stockton dos Mayans.
- Ron Yuan como Ryu Tom (temporada 7): Um membro da Lin Triad.
- Brad Carter como Leland Gruen (temporada 7): Um membro da irmandade ariana.
- April Grace como Loutreesha Haddem (temporada 7): A mãe de Grant McQueen.
- Arjay Smith como Grant McQueen (temporada 7): O enteado de um pastor endividado com Damon Pope.
- Matthew St. Patrick como Moses Cartwright (temporada 7): O guarda-costas de August Marks.
- Courtney Love como Sra. Harrison (temporada 7): A professora pré-escolar de Abel Teller.
- Tony Curran como Gaines (temporada 7): Um membro da filial de Indian Hills.
- Annabeth Gish como Tenente Althea Jarry (temporada 7): Uma tenente de polícia que vai para Charming.

## Episódios
| Temporada | Temporada | Episódios | Episódios | Originalmente exibido  | Originalmente exibido  | Audiência (em milhões) |
| Temporada | Temporada | Episódios | Episódios | Estreia da temporada   | Final da temporada     | Audiência (em milhões) |
| --------- | --------- | --------- | --------- | ---------------------- | ---------------------- | ---------------------- |
|           | 1         | 13        | 13        | 3 de setembro de 2008  | 26 de novembro de 2008 | 2.21                   |
|           | 2         | 13        | 13        | 8 de setembro de 2009  | 1 de dezembro de 2009  | 3.67                   |
|           | 3         | 13        | 13        | 7 de setembro de 2010  | 30 de novembro de 2010 | 3.22                   |
|           | 4         | 14        | 14        | 6 de setembro de 2011  | 6 de dezembro de 2011  | 5.45                   |
|           | 5         | 13        | 13        | 11 de setembro de 2012 | 4 de dezembro de 2012  | 4.37                   |
|           | 6         | 13        | 13        | 10 de setembro de 2013 | 10 de dezembro de 2013 | 7.48                   |
|           | 7         | 13        | 13        | 9 de setembro de 2014  | 9 de dezembro de 2014  | 4.60                   |

## Elementos

### Conceito
Os Sons of Anarchy (SOA) é um clube de motociclistas fora da lei com muitas filiais nos Estados Unidos e no exterior. A série se concentra na filial original e fundadora ("mãe"), o Sons of Anarchy Motorcycle Club, Redwood Original, frequentemente referido pelo acrônimo SAMCRO, Sam Crow ou simplesmente "Redwood". O SAMCRO está localizado no condado de San Joaquin, Califórnia, na cidade fictícia de Charming, que parece estar perto de Stockton. Seu apelido é refletido no título original da série, Forever Sam Crow. O SAMCRO tenta controlar e proteger Charming por meio de relacionamentos comunitários próximos, suborno e intimidação violenta. Eles são fervorosos em manter as drogas "pesadas" e os traficantes fora de Charming; eles também tentam manter a paz entre as várias gangues racialmente divididas localizadas em cidades vizinhas.

### Fundadores
Os amigos de escola John Teller e Piermont "Piney" Winston co-fundaram a SAMCRO em 1967, ao retornarem da Guerra do Vietnã. Após o nascimento dos filhos de John com sua esposa, Gemma, eles se estabeleceram na cidade natal dela, Charming. Seis dos membros originais conhecidos como "Redwood Original 9" ou "First 9" eram veteranos do Vietnã, sendo que apenas Lenny Janowitz, o terceiro membro do clube e Sargento-de-Armas original, estava vivo no final da série. Os outros membros da First 9 incluíam Chico Villanueva, Otto Moran, Wally Grazer, Thomas Whitney, Clay Morrow e Keith McGee.

### Vestimenta
Os membros do clube usam coletes de couro ou jeans conhecidos como cuts, com um patch de três peças nas costas que inclui o nome do clube, logotipo e localização territorial. O logotipo do SOA é uma tradicional representação da Morte segurando uma bola de cristal com o símbolo anarquista A circulado, e empunhando a tradicional alfanje da Morte, cujo cabo foi substituído pelo rifle M16. Apenas membros plenos podem usar o "patch completo", e muitos deles também o têm tatuado nas costas ou partes dele nos braços. Outros patches menores, chamados de flashes, têm significados específicos, como "Homens da Violência", que é usado por membros do clube que derramaram sangue em nome do clube; "First 9", usado pelos nove membros originais; e flashes de posto para os oficiais do clube.
Sempre que estão envolvidos em assuntos do clube, os membros usam seus coletes; uma exceção notável a isso é durante a quarta temporada, quando vários membros do SAMCRO estão em liberdade condicional e devem cobrir seus coletes em público para evitar serem identificados como membros.
Personagens femininas, como Tara, Ima e Lyla, são vistas usando camisetas com o nome Sons of Anarchy ou SAMCRO, mas ninguém fora do clube usa coletes ou é visto vestindo roupas com o símbolo ou imagem da Morte.
Algumas das roupas da série foram criadas pela empresa de Los Angeles Victorious 22.

### Motocicletas
A SAMCRO utiliza motocicletas customizadas da marca Harley-Davidson Dyna. Cada piloto personaliza sua própria moto de acordo com seu estilo individual; no entanto, todas as motos são pintadas de preto e a maioria possui guidões no estilo T-bar. A moto de um membro geralmente exibe gráficos como as letras Sons of Anarchy, o logotipo da Morte do clube ou o logotipo circular "A" do clube. Nas temporadas posteriores, vários membros trocam por modelos mais voltados para turismo. Durante a última temporada, Jax reforma e pilota a Harley-Davidson Customized EL de 1946 de seu pai, equipada com o motor Knucklehead.

### Atividades e afiliados
Algumas pessoas do grupo têm empregos diurnos em indústrias locais; a maioria trabalha na oficina Teller-Morrow como mecânicos e auxilia nas outras atividades comerciais do clube, como segurança e contabilidade nos estúdios de pornografia. Eles ganham dinheiro principalmente importando ilegalmente armas de fogo e vendendo-as para várias gangues, além de fazerem entregas de proteção para empresas locais, defendendo valiosas remessas de caminhões contra sequestros. Durante a 4ª temporada, eles começam a transportar cocaína para o Cartel Galindo em troca de dinheiro e proteção. Ao longo da série, eles também gerenciam estúdios de pornografia e um negócio de acompanhantes na tentativa de ganhar dinheiro de forma legal.
A SAMCRO mantém traficantes de metanfetamina e traficantes de drogas longe de Charming, o que os coloca em conflito com os supremacistas brancos distribuidores de metanfetamina conhecidos como Nordics (Nords), liderados por Ernest Darby. Isso lhes rende respeito e admiração dos moradores da cidade, que acreditam que os Sons fazem mais para proteger a cidade do que sua própria polícia. A SAMCRO também tem que lidar com uma gangue rival de motoqueiros baseada em Oakland, os Mayans, liderados por Marcus Alvarez. Outros grupos que orbitam a SAMCRO incluem a máfia chinesa Lin Triad, com sede em Oakland, liderada por Henry Lin; a família criminosa ítalo-americana Cacuzza; a máfia russa liderada por Viktor Putlova; o Exército Republicano Irlandês Real (conhecido como RIRA), da Irlanda do Norte, que fornece armas russas ilegais para eles; os "One-Niners", uma gangue de rua afro-americana para quem a SAMCRO vende armas; e vários afiliados no sistema prisional estadual, onde muitos membros do clube estiveram presos em algum momento.

### Propriedades
No episódio de estreia da série, os Mayans incendeiam as instalações que o SAMCRO usava para armazenar e montar armas, obrigando o clube a comprar terrenos e construir outra instalação. A sede do clube está localizada no "complexo" que inclui a oficina mecânica Teller-Morrow. A própria sede inclui uma área de estar com vários quartos, um bar totalmente operacional, uma mesa de sinuca e uma cozinha; uma sala de ginástica; e a "Capela", a sala de reuniões do SAMCRO com uma elaborada mesa de conferência de madeira de sequoia na qual o logotipo do clube é esculpido no topo, onde os membros se encontram para discutir assuntos do clube e votar em decisões importantes. O clube possui uma cabana isolada na floresta que é frequentemente usada como refúgio por Piney, além de vários armazéns fora da cidade. O clube também alugou uma antiga loja de refrigerantes/doces que é usada como sede nas temporadas 6 e 7, após a oficina Teller-Morrow e a sede original terem sido destruídos em uma explosão. Eles também possuem os armazéns onde operam seus estúdios de filmes pornográficos Cara Cara e Red Woody, e as agências de acompanhantes Diosa e Diosa Norte, do clube.

### Influência shakespeariana
Sons of Anarchy foi chamado de "Hamlet sobre Harleys". Semelhante a Hamlet, o pai de Jax foi usurpado pelo "irmão" da SAMCRO de seu pai, que então se casou com a mãe de Jax. O assassinato de Jax do inocente Jury na 7ª temporada espelha o assassinato de Hamlet do inocente Polónio, pois eventualmente leva à sua queda.
Sutter disse sobre o elemento shakespeariano: "Eu não quero exagerar isso, mas está lá. Foi o pai de Jax quem fundou o clube, então ele é o fantasma na ação. Você se pergunta o que ele teria feito com o rumo que as coisas tomaram. Não é uma versão de Hamlet, mas definitivamente é influenciada por ele." Ron Perlman acreditava que eles "seguiriam a estrutura de Hamlet até o final (da série)."
Numerosos títulos de episódios fazem referência a Hamlet, incluindo:
- 1ª temporada, episódio 9, "Hell Followed". Isso se refere ao Ato 1, Cena 4 de Hamlet, em que Hamlet segue o fantasma de seu pai, incerto se ele vem do inferno.
- 4ª temporada, episódio 12, "Burnt and Purged Away". Essa citação é retirada do Ato 1, Cena 5 de Hamlet, em que o fantasma do pai de Hamlet explica a Hamlet que ele está condenado a sofrer no Purgatório até pagar por todos os seus pecados.
- 4ª temporada, episódios 13-14, "To Be, Act 1" e "To Be, Act 2". Isso se refere ao famoso solilóquio "Ser ou não ser".
- 5ª temporada, episódio 11, "To Thine Own Self". Essa citação faz referência ao conselho de Polónio a seu filho Laertes.
- 7ª temporada, episódio 9, "What a Piece of Work Is Man". Isso se refere ao discurso "Que obra de arte é um homem" de Hamlet no Ato 2, Cena 2.
- 7ª temporada, episódio 11, "Suits of Woe". Isso é retirado do Ato 1, Cena 2, "Eu tenho dentro de mim algo que vai além da aparência, esses são apenas os adornos e as vestes de pesar (em inglês, suits of woe, nome do episódio)."

Na estreia da 1ª temporada, Gemma é mostrada limpando a casa de Jax, e ele observa que ela está sempre limpando. Esse comportamento, combinado com suas ambições e maquinações (às vezes assassinas), levaram alguns críticos e comentaristas a compará-la a Lady Macbeth.

### Hierarquia da SAMCRO
|                   | 1ª temporada           | 2ª temporada           | 3ª temporada           | 4ª temporada           | 5ª temporada          | 6ª temporada          | 7ª temporada          | Em Mayans M.C.        |
| Presidente        | Clarence "Clay" Morrow | Clarence "Clay" Morrow | Clarence "Clay" Morrow | Clarence "Clay" Morrow | Jackson "Jax" Teller  | Jackson "Jax" Teller  | Jackson "Jax" Teller  | Filip "Chibs" Telford |
| Vice-Presidente   | Jackson "Jax" Teller   | Jackson "Jax" Teller   | Jackson "Jax" Teller   | Jackson "Jax" Teller   | Bobby "Elvis" Munson  | Filip "Chibs" Telford | Filip "Chibs" Telford | Alex "Tig" Trager     |
| Sargento-de-Armas | Alex "Tig" Trager      | Alex "Tig" Trager      | Alex "Tig" Trager      | Alex "Tig" Trager      | Filip "Chibs" Telford | Happy Lowman          | Happy Lowman          | Happy Lowman          |

## Produção

### Equipe
A série foi criada por Kurt Sutter. Sutter também foi o showrunner, o escritor mais prolífico da série e um diretor regular; ele dirigiu cada final de temporada. Sutter já havia trabalhado como produtor executivo na série The Shield, da FX. Os outros produtores executivos de Sons of Anarchy são a dupla pai e filho Art Linson e John Linson; Jim Parriott atuou como produtor executivo e escritor apenas na primeira temporada.
Paris Barclay ingressou em Sons of Anarchy como produtor executivo na quarta temporada, depois de dirigir episódios nas primeira e segunda temporadas. Além de ser produtor executivo nas temporadas 4, 5 e 6, Barclay dirigiu três episódios a cada temporada, incluindo os episódios de estreia da quarta e quinta temporadas, as duas transmissões com maior audiência na história da FX.
Jack LoGiudice atuou como produtor consultor e escritor regular na primeira temporada. Ele se tornou co-produtor executivo na segunda temporada e depois deixou a série para trabalhar em The Walking Dead.
Dave Erickson também trabalhou como produtor consultor nas primeira e segunda temporadas e depois se tornou co-produtor executivo na terceira temporada. Os outros escritores regulares da série são o produtor supervisor Chris Collins e a co-produtora Regina Corrado. Shawn Rutherford ingressou como produtor consultor nas temporadas 6 e 7.
Sutter trouxe diretores regulares de The Shield, incluindo Stephen Kay, Gwyneth Horder-Payton, Guy Ferland e Billy Gierhart.

### Filmagens
Embora Sons of Anarchy se passe no Vale Central da Califórnia do Norte (com algumas cenas na Área da Baía), foi filmado principalmente no Estúdio Occidental, Fase 5A, em North Hollywood. Os principais cenários localizados lá incluíam o clube, o Hospital St. Thomas e a casa de Jax. As salas de produção do estúdio utilizadas pela equipe de roteiristas também serviam como delegacia de Charming. Cenas externas eram frequentemente filmadas nas proximidades de Sun Valley, Acton, Califórnia, e Tujunga. Cenas internas e externas ambientadas na Irlanda do Norte durante a terceira temporada também foram filmadas nos Estúdios Occidental e nas áreas circundantes. Uma segunda unidade de filmagem capturou imagens na Irlanda do Norte que foram utilizadas na terceira temporada.

## Recepção

### Recepção crítica
|  | Esta página contém um gráfico que utiliza a extensão <graph>. A extensão está temporariamente indisponível e será reativada quando possível. Para mais informações, consulte o ticket T334940. |

| Temporada | 1  | 2  | 3  | 4  | 5  | 6  | 7  |
| Pontuação | 68 | 86 | 84 | 81 | 72 | 74 | 68 |

Sons of Anarchy recebeu críticas muito favoráveis ao longo de sua exibição, com muitos elogiando especialmente a performance de Katey Sagal. No site agregador de críticas Metacritic, a primeira temporada obteve uma pontuação de 68/100, a segunda temporada obteve uma pontuação de 86/100, a terceira temporada obteve uma pontuação de 84/100, a quarta temporada obteve uma pontuação de 81/100, a quinta temporada obteve uma pontuação de 72/100, a sexta temporada obteve uma pontuação de 74/100 e a temporada final obteve uma pontuação de 68/100.
Em 2013, uma coletânea de ensaios sobre a série foi publicada.

#### 1ª temporada

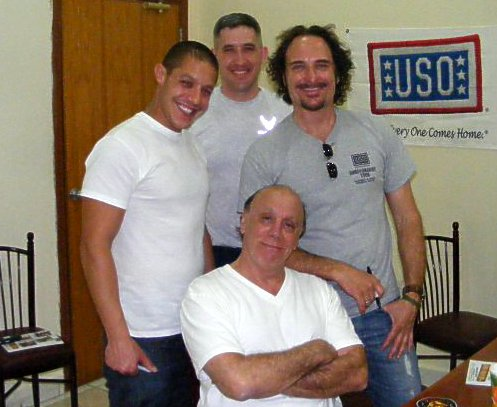
Membros do elenco durante visita da USO ao Kuwait

A primeira temporada recebeu críticas positivas dos críticos da indústria. Ela obteve uma pontuação de 68 no Metacritic, indicando "críticas geralmente favoráveis". Matthew Gilbert, do The Boston Globe, afirmou que a primeira temporada tinha "um potencial real". Gina Bellafante, do The New York Times, elogiou a habilidade de atuação do elenco, especialmente a interpretação de Sagal como Gemma. Brian Lowry, da Variety, fez uma crítica mista, admirando a criação do clube e da cidade de Charming por Sutter, mas observando que os primeiros episódios careciam de direção.

#### 2ª temporada
A segunda temporada recebeu um aumento substancial nas críticas positivas. Escrevendo para o Chicago Tribune, Maureen Ryan chamou a segunda temporada de "envolvente". Ela explicou que "o ritmo está melhor [e] a trama está mais coesa" e elogiou as performances de Sagal e Perlman. Stuart Levine, da Variety, afirmou que a nova temporada era "cativante"; ele também elogiou as habilidades de atuação de Perlman, Sagal, Hunnam e Siff. James Poniewozik, da TIME, descreveu a atuação de Sagal como "poderosamente devastadora" e incluiu a série em sua lista dos 10 Melhores Programas de 2009. No livro de Alan Sepinwall de 2016, intitulado TV (The Book), que ele co-escreveu com Matt Zoller Seitz, a segunda temporada de Sons of Anarchy foi incluída na seção "Um Olhar Especial", onde ele elogiou como "depois de resolver alguns problemas na primeira temporada, Sutter acertou em cheio tudo na segunda temporada".

#### 3ª temporada
Alguns críticos sentiram que a terceira temporada foi arrastada pelo cliffhanger da temporada anterior. James Poniewozik, da TIME, chamou a estreia da terceira temporada de "deslumbrante" e elogiou a atuação de Sagal com Holbrook. Mais tarde, ele afirmou que o desaparecimento de Abel ajudou a trazer a série de volta ao seu problema central: a lealdade de Jax ao clube. Ken Tucker, da Entertainment Weekly, concordou que as cenas de Holbrook e Sagal foram "belas". Ele também comentou que a série abordou temas como lealdade e família de forma especialmente boa. Maureen Ryan comentou que a terceira temporada dividiu críticos e fãs, sugerindo que o elenco expandido de Belfast tornou mais difícil para o público se envolver nas jornadas dos personagens. Ryan mais tarde questionou a credibilidade da história de Hector Salazar, observando que ele era inferior a outros personagens vilões, como Stahl, Zobelle e Weston. No entanto, ela elogiou a atuação de Ally Walker, comparando seu personagem ao Vic Mackey de The Shield. O crítico Alan Sepinwall disse que a temporada foi "interessante, porém irregular", observando que a trama ganhou tração nos episódios posteriores. Tim Goodman, do The Hollywood Reporter, disse que "Sutter deveria ser aplaudido por mudar as coisas", chamando o ritmo mais lento de uma "necessidade criativa".

#### 4ª temporada
Alan Sepinwall afirmou que a quarta temporada corria o risco de ser previsível ao retornar a uma fórmula de narrativa bem-sucedida, mas ele mesmo preferiu esses episódios em relação à terceira temporada. Maureen Ryan fez uma análise positiva da quarta temporada. Ela elogiou a adição de Lincoln Potter (interpretado por Ray McKinnon), comparando a qualidade do personagem com a do antagonista de Breaking Bad, Gustavo Fring. O The A.V. Club chamou a quarta temporada de mais "concentrada" e "operística". O crítico do The A.V. Club, Zack Handlen, gostou da temporada, mas se sentiu decepcionado com o final, dizendo que apresentou um "caso péssimo de conveniência ditada, de uma revelação arbitrária e inacreditável usada para movimentar os personagens para onde os roteiristas querem que eles estejam na próxima temporada, ao invés de onde eles poderiam chegar organicamente". No entanto, a crítica elogiou a atuação de Charlie Hunnam no final. A TIME afirmou que a quarta temporada foi a mais forte desde a segunda temporada, mas que o programa precisava terminar mais cedo do que tarde. A TIME também concordou que as artimanhas do final às vezes eram muito visíveis, afirmando "é uma questão de princípio: você só pode aparecer vivo em seu próprio funeral tantas vezes antes que isso comece a perder seu impacto".

#### 5ª temporada
A quinta temporada recebeu críticas favoráveis e tem uma classificação de 72 no Metacritic.

#### 6ª temporada
A sexta temporada recebeu críticas geralmente favoráveis e marcou 74 de 100 no Metacritic.

#### 7ª temporada
A sétima temporada recebeu "críticas geralmente favoráveis" e marcou 68 de 100 no Metacritic com base nas avaliações de 6 críticos.

### Audiência
O final da sétima e última temporada em 9 de dezembro de 2014 obteve a maior audiência na história da série. O episódio foi assistido por 6,40 milhões de telespectadores.
| Temporada | Temporada | Ep. 1 | Ep. 2 | Ep. 3 | Ep. 4 | Ep. 5 | Ep. 6 | Ep. 7 | Ep. 8 | Ep. 9 | Ep. 10 | Ep. 11 | Ep. 12 | Ep. 13 | Ep. 14 | Audiência |
| --------- | --------- | ----- | ----- | ----- | ----- | ----- | ----- | ----- | ----- | ----- | ------ | ------ | ------ | ------ | ------ | --------- |
|           | 1         | 2.53  | 2.20  | 2.10  | 2.25  | 2.19  | 2.09  | 1.87  | 2.14  | 2.06  | 2.14   | 2.22   | 2.46   | 2.48   | N/A    | 2.21      |
|           | 2         | 4.29  | 3.71  | 3.49  | 3.76  | 3.66  | 3.31  | 3.70  | 3.39  | 3.52  | 3.38   | 3.48   | 3.44   | 4.33   | N/A    | 3.67      |
|           | 3         | 4.13  | 3.37  | 3.48  | 2.98  | 3.12  | 2.85  | 2.59  | 2.67  | 3.35  | 3.18   | 3.40   | 3.27   | 3.59   | N/A    | 3.22      |
|           | 4         | 4.93  | 3.71  | 3.42  | 3.28  | 3.51  | 3.56  | 3.65  | 3.82  | 3.63  | 3.93   | 4.23   | 3.85   | 4.42   | 4.24   | 5.45      |
|           | 5         | 5.37  | 4.17  | 3.80  | 4.60  | 4.34  | 4.03  | 4.30  | 4.58  | 3.96  | 4.58   | 4.23   | 4.25   | 4.66   | N/A    | 4.37      |
|           | 6         | 5.87  | 4.63  | 4.48  | 4.59  | 4.46  | 4.35  | 4.38  | 4.20  | 4.49  | 4.38   | 4.17   | 4.58   | 5.17   | N/A    | 7.48      |
|           | 7         | 6.20  | 4.83  | 4.13  | 4.04  | 4.32  | 4.42  | 4.29  | 3.94  | 3.88  | 4.38   | 4.62   | 5.05   | 6.40   | N/A    | 4.60      |

### Prêmios
| Ano  | Premiação                                             | Categoria                                                                    | Indicado(s)                                                                                        | Resultado | Ref.   |
| ---- | ----------------------------------------------------- | ---------------------------------------------------------------------------- | -------------------------------------------------------------------------------------------------- | --------- | ------ |
| 2009 | Primetime Creative Arts Emmy Awards                   | Extraordinária Música Tema Original de Abertura                              | Bob Thiele Jr., Dave Kushner, Curtis Stigers, Kurt Sutter                                          | Indicado  | [ 54 ] |
| 2010 | TCA Awards                                            | Excelente Conquista em Drama                                                 | Sons of Anarchy                                                                                    | Indicado  | [ 55 ] |
| 2010 | TCA Awards                                            | Consquista Individual em Drama                                               | Katey Sagal                                                                                        | Indicado  | [ 55 ] |
| 2010 | Satellite Awards                                      | Melhor Atriz – Série de Televisão (Drama)                                    | Katey Sagal                                                                                        | Indicado  | [ 56 ] |
| 2011 | Satellite Awards                                      | Melhor Ator Coadjuvante – Série, Minissérie ou Filme para Televisão          | Ryan Hurst                                                                                         | Venceu    | [ 57 ] |
| 2011 | Golden Globe Awards                                   | Prêmio Globo de Ouro de Melhor Atriz - Série de Televisão (Drama)            | Katey Sagal                                                                                        | Venceu    | [ 58 ] |
| 2011 | Online Film & Television Association Awards           | Melhor Atriz em Série Dramática                                              | Katey Sagal                                                                                        | Venceu    | [ 59 ] |
| 2013 | ASCAP Film and Television Music Awards                | Principais Séries de Televisão                                               | Dave Kushner, Curtis Stigers, Kurt Sutter, Bob Thiele Jr.                                          | Venceu    | [ 60 ] |
| 2014 | Golden Reel Awards                                    | Melhor Edição de Som - Efeitos Sonoros e Foley de Longa Duração em Televisão | Erich Gann, Bob Costanza, Mike Dickeson, Billy B. Bell, Tim Chilton, Jill Schachne, Kevin Meltcher | Venceu    | [ 61 ] |
| 2014 | Primetime Creative Arts Emmy Awards                   | Excelente Música e Letras Originais                                          | Bob Thiele Jr., Noah Gundersen, Kurt Sutter (por "A Mother's Work")                                | Indicado  | [ 62 ] |
| 2014 | Hollywood Music in Media Awards                       | Excelente Supervisão Musical – Televisão                                     | Michelle Silverman, Bob Thiele Jr.                                                                 | Venceu    | [ 63 ] |
| 2015 | Critics' Choice Television Awards                     | Melhor Ator em Série Dramática                                               | Charlie Hunnam                                                                                     | Indicado  | [ 64 ] |
| 2015 | Critics' Choice Television Awards                     | Melhor Artista Convidado em Série Dramática                                  | Walton Goggins                                                                                     | Indicado  | [ 64 ] |
| 2015 | Hollywood Makeup Artist and Hair Stylist Guild Awards | Melhor Maquiagem Contemporânea – Série de Televisão e Novas Mídias           | Tracey Anderson, Michelle Garbin, Sabine Roller                                                    | Venceu    | [ 65 ] |
| 2015 | Hollywood Makeup Artist and Hair Stylist Guild Awards | Melhores Efeitos Especiais de Maquiagem – Série de Televisão e Novas Mídias  | Tracey Anderson, Carlton Coleman, Margie Kaklamanos                                                | Indicado  | [ 65 ] |
| 2015 | Primetime Creative Arts Emmy Awards                   | Excelente Música e Letras Originais                                          | Bob Thiele, Kurt Sutter & The White Buffal                                                         | Indicado  | [ 66 ] |
| 2015 | Primetime Creative Arts Emmy Awards                   | Excelente Coordenação de Dublês para uma Série de Drama, Minissérie ou Filme | Eric Norris                                                                                        | Indicado  | [ 66 ] |
| 2015 | Primetime Creative Arts Emmy Awards                   | Excelente Maquiagem para uma Série de Câmera Única (Não Prostética)          | Tracey Anderson, Michelle Garbin, Sabine Roller, Tami Lane                                         | Indicado  | [ 66 ] |

## Música

### Trilhas sonoras
Três EPs de trilhas sonoras foram lançados pela 20th Century Fox Records, no iTunes, apresentando músicas de cada série. O primeiro EP, intitulado Sons of Anarchy: North Country - EP, foi lançado em 8 de setembro de 2009 e apresentava a versão completa da música tema indicada ao Emmy, "This Life". Um segundo EP, intitulado Sons of Anarchy: Shelter - EP, com cinco músicas, foi lançado em 24 de novembro de 2009, enquanto um terceiro EP, intitulado Sons of Anarchy: The King is Gone - EP, com seis músicas, foi lançado em 23 de novembro de 2010.
Em novembro de 2011, foram lançados destaques selecionados dos EPs, juntamente com novas faixas, no álbum Songs of Anarchy: Music from Sons of Anarchy Seasons 1–4, seguido por Sons of Anarchy: Songs of Anarchy Vol. 2 em novembro de 2012, Sons of Anarchy: Songs of Anarchy Vol. 3 em dezembro de 2013 e Sons of Anarchy: Songs of Anarchy Vol. 4 em fevereiro de 2015.
Katey Sagal, que interpretou Gemma Teller Morrow na série, gravou duas músicas para as trilhas sonoras.
| Sons of Anarchy: North Country – EP |                               |                                     |         |  |
| N.º                                 | Título                        | Artista(s)                          | Duração |  |
| 1.                                  | "This Life"                   | Curtis Stigers & The Forest Rangers | 2:22    |  |
| 2.                                  | "Slip Kid"                    | Anvil & Franky Perez                | 3:49    |  |
| 3.                                  | "John the Revelator"          | Curtis Stigers & The Forest Rangers | 5:34    |  |
| 4.                                  | "Forever Young"               | Audra Mae & The Forest Rangers      | 3:13    |  |
| 5.                                  | "Girl from the North Country" | Lions                               | 4:11    |  |

| Sons of Anarchy: Shelter – EP |                       |                                      |         |  |
| N.º                           | Título                | Artista(s)                           | Duração |  |
| 1.                            | "Ruby Tuesday"        | Katey Sagal                          | 3:23    |  |
| 2.                            | "Fortunate Son"       | Lyle Workman & The Forest Rangers    | 3:26    |  |
| 3.                            | "Someday Never Comes" | Billy Valentine & The Forest Rangers | 4:06    |  |
| 4.                            | "Burn This Town"      | Battleme                             | 3:13    |  |
| 5.                            | "Gimme Shelter"       | Paul Brady & The Forest Rangers      | 4:53    |  |

| Sons of Anarchy: The King is Gone - EP |                            |                                           |         |  |
| N.º                                    | Título                     | Artista(s)                                | Duração |  |
| 1.                                     | "No Milk Today"            | Joshua James & The Forest Rangers         | 4:01    |  |
| 2.                                     | "Bird on the Wire"         | Katey Sagal & The Forest Rangers          | 5:05    |  |
| 3.                                     | "Travelin' Band"           | Curtis Stigers & The Forest Rangers       | 2:18    |  |
| 4.                                     | "Miles Away"               | The Forest Rangers feat. Battleme & Slash | 4:49    |  |
| 5.                                     | "Hey Hey, My My"           | Battleme                                  | 2:52    |  |
| 6.                                     | "This Life" (Celtic Remix) | Curtis Stigers & The Forest Rangers       | 0:39    |  |

## Franquia e derivados

### Quadrinhos
Em 2013, a Boom! Studios começou a publicar uma história em quadrinhos de Sons of Anarchy. Até setembro de 2015, foram publicadas 25 edições. A edição 25 é a última edição. Um novo prelúdio em quadrinhos, Sons of Anarchy: Redwood Original, foi lançado em 3 de agosto de 2016.
As séries em quadrinhos também foram publicadas como Coleções de Edições Legado: Sons of Anarchy Legacy Edition Book One, Sons of Anarchy Legacy Edition Book Two, Sons of Anarchy Legacy Edition Book Three.

### Série de romances
Sons of Anarchy: Bratva, o primeiro de uma série planejada de romances de SOA a ser escrita por Christopher Golden, foi publicado em 2014.

### Prequela em potencial
A série prequela, detalhando a origem do clube, está planejada. Sutter afirmou em uma entrevista de agosto de 2014 que a prequela focaria nos "First 9" do clube e seria ambientada durante o período da Guerra do Vietnã. Ele acrescentou que a prequela provavelmente consistiria de uma minissérie ou "talvez 10 episódios ou duas temporadas de 8 episódios cada". Ao término da prequela, Sutter planeja lançar o manuscrito de John Teller, intitulado A Vida e a Morte de SAMCRO. Entretanto, a prequela está em suspenso após surgirem alguns problemas entre Sutter e a Disney. Sutter foi citado dizendo que a possibilidade de produzir os First 9 "não parece muito promissora", já que ele foi demitido da FX e o estúdio é proprietário de Sons of Anarchy.

### Sons of Anarchy: The Prospect
Sons of Anarchy: The Prospect foi um jogo de aventura episódico desenvolvido pela Silverback Games e publicado pela Orpheus Interactive.
 O jogo estava originalmente planejado para ter dez episódios e ser lançado para Microsoft Windows, OS X, iOS e Android. O primeiro episódio foi lançado em 1º de fevereiro de 2015, exclusivamente para iOS, e recebeu críticas mistas. Desde então, não houve atualizações, e apesar de oferecerem um passe de temporada, nenhum episódio adicional foi lançado. Em 7 de abril de 2016, reembolsos foram oferecidos a todos que compraram o jogo ou o passe de temporada, e o jogo foi removido da App Store.
Apesar do aparente cancelamento e dos reembolsos, o publisher do jogo não se pronunciou oficialmente sobre o estado de desenvolvimento dos nove episódios não lançados. A Silverback Games se distanciou do projeto, afirmando ser apenas "um consultor" e não ter conhecimento do estado do jogo ou da Orpheus Interactive.

### Spin-off
Em 11 de maio de 2016, foi anunciado que a FX havia iniciado o desenvolvimento formal do roteiro de um spin-off de Sons of Anarchy.  O suposto spin-off, intitulado Mayans M.C., foi criado por Kurt Sutter e Elgin James, com James escrevendo o roteiro do episódio piloto e ambos sendo produtores executivos. As produtoras anunciadas como estando envolvidas na série incluem Fox 21 Television Studios e FX Productions. Em 1 de dezembro de 2016, a FX deu oficialmente um pedido piloto para a produção. Também foi anunciado que Sutter dirigiria o episódio piloto da série.
Em 5 de julho de 2017, foi anunciado que o piloto passaria por refilmagens e que Norberto Barba estaria substituindo Sutter como diretor do episódio, já que Sutter planejava focar exclusivamente na escrita do episódio. Além disso, foi relatado que vários papéis seriam reformulados e que Barba também atuaria como produtor executivo.
Em 5 de janeiro de 2018, o FX anunciou na turnê anual da imprensa de inverno da Television Critics Association que a produção havia recebido um pedido de série para uma primeira temporada consistindo de dez episódios. Em 28 de junho de 2018, foi relatado que a série iria estrear em 4 de setembro de 2018.
O episódio final da série foi ao ar em 19 de julho de 2023.